# Ультракомпактная карликовая галактика

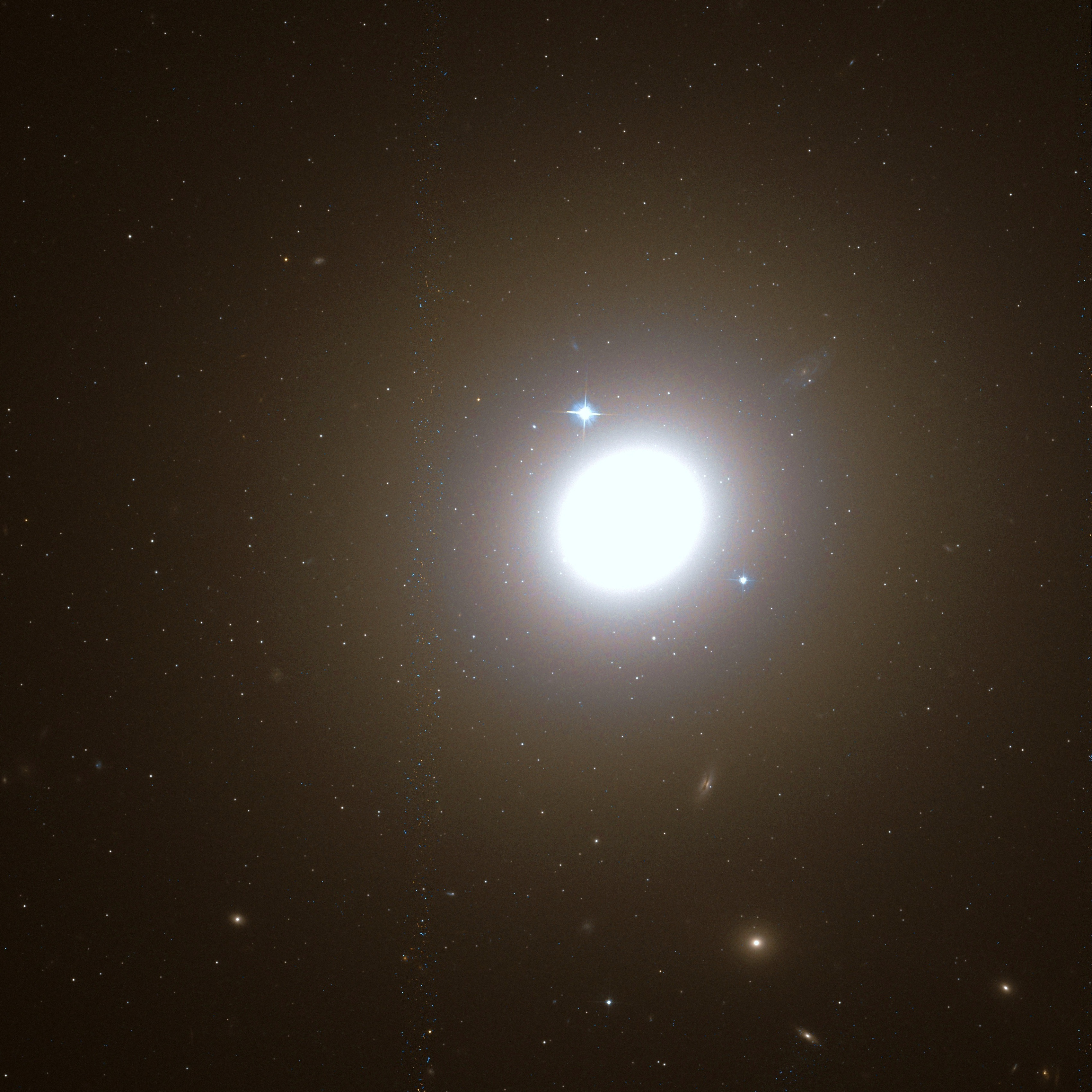
Скопление галактик в созвездии Печь — наблюдения за ним привели к открытию семи UCD

Ультракомпактные карликовые галактики (UCD) (англ. Ultra Compact Dwarf) — класс очень компактных галактик с крайне высокой плотностью звёздного населения. Предполагается, что их размеры составляют порядка 200 световых лет в поперечнике, где находится около сотни миллионов звёзд. UCD были найдены в скоплении Девы, скоплении Печи, Эйбелле 1689, скоплении Волос Вероники и в других скоплениях галактик.

## Открытие
Первые УКГ были обнаружены случайно в 1999 году, когда Стивен Филлипс из Бристольского университета провёл измерения красного смещения объектов, расположенных в линию в созвездии Печи. Красное смещение позволяет оценить скорость удаления объекта от наблюдателя и расстояние, на котором находится объект. В космологии предполагается, что Вселенная расширяется однородно, словно поднимающееся тесто (см. закон Хаббла), поэтому скорость взаимного расхождения объектов примерно пропорциональна расстоянию между ними. Стивен Филлипс обнаружил, что некоторые из объектов, которые ранее считались звёздами, лежащими в нашей галактике, на самом деле отдалены от Земли на расстояние в 60 млн световых лет и являются внегалактическими объектами. Так было сделано открытие ранее неизвестного типа галактик с очень маленькими размерами.

## Гипотезы
Существование УКГ представляет собой проблему. Дело в том, что по современным моделям таких объектов быть не должно. Галактики образовались из первичных флуктуаций плотности темной материи, чем больше флуктуация, тем тяжелее галактика и тем быстрее она формируется. Для формирования галактики массой сто миллионов солнечных масс по расчетам требуется время, превышающее время жизни Вселенной, поэтому в современной Вселенной их быть не может. А шаровые звездные скопления большой массы (больше миллиона солнечных) гравитационно неустойчивы, в них нет темной материи, которая цементировала бы их, поэтому они быстро разрушаются. 
Существует две основные гипотезы формирования УКГ:
1. УКГ образовались из нескольких столкнувшихся шаровых звездных скоплений.
2. Это остатки более массивных карликовых галактик, внешняя оболочка которых была сорвана приливным воздействием со стороны пролетавшей мимо более массивной галактики.

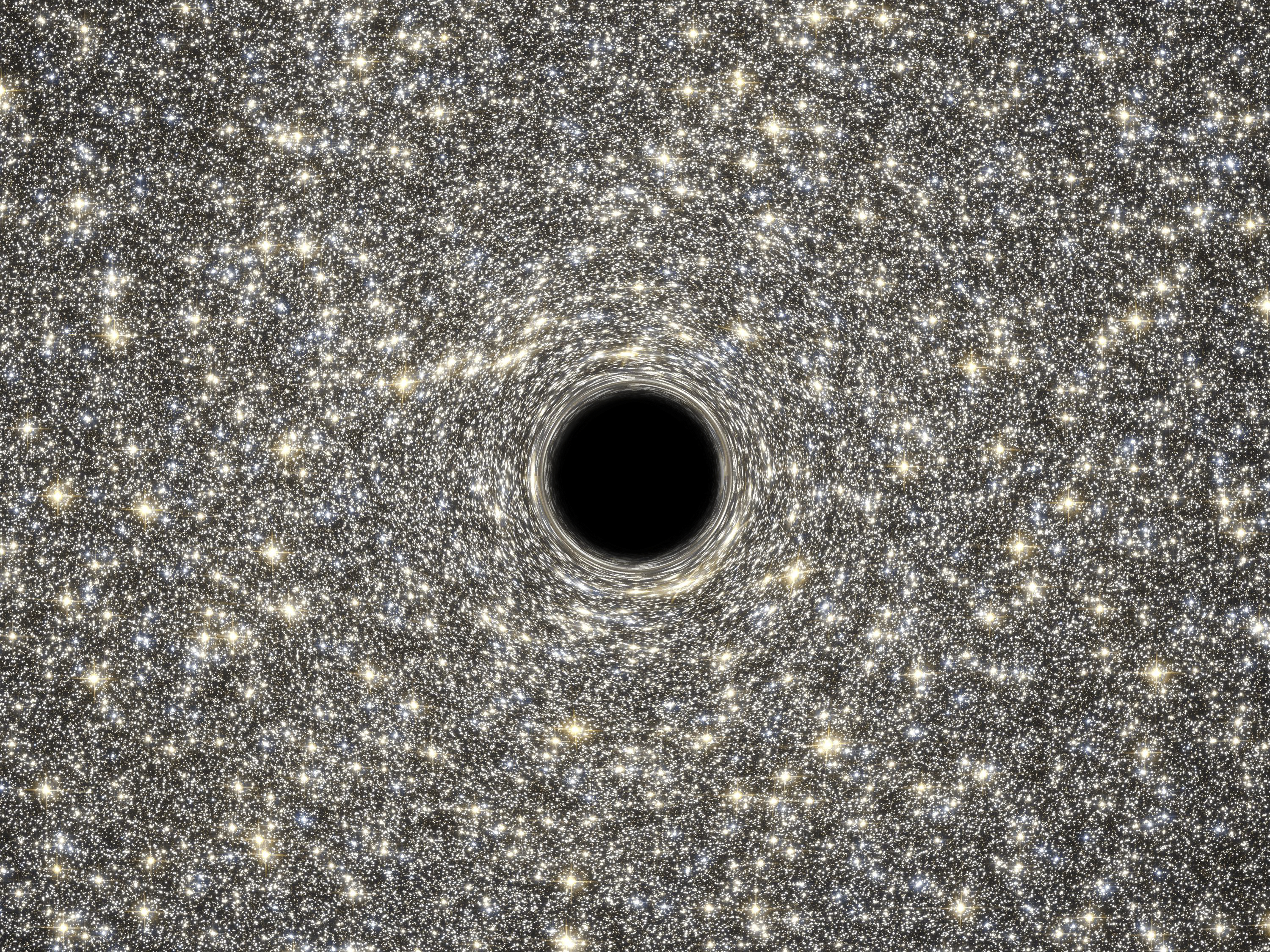
Сверхмассивная чёрная дыра в центре ультра-компактной галактики в представлении художника

Считается, что UCD сформировались в молодой Вселенной в результате столкновения галактик или их внешние звёзды были выброшены приливными силами во время их прохождения через плотные звёздные скопления . Также было зафиксировано, что галактики этого типа образовались из газообразного вещества, которое возникло на ранней стадии формирования Вселенной; в таких объектах также не обнаружены признаки наличия тёмной материи, из которой в значительной степени состоят галактики.
Не до конца понятно, почему эти объекты не излучают столько света, сколько они должны, учитывая общую массу всех звёзд. Отсутствие света объясняли ранее наличием тёмной материи в галактиках, но это также может быть связано с условиями, в которых были созданы такие объекты: в момент формирования одного кубического светового года было до одного миллиона звезд (для сравнения: сейчас в окрестностях Солнца в таком пространстве есть только одна звезда). Расположенные так близко звёзды иногда объединяются в одну большую звезду. Более массивные звезды горят быстрее, что в конечном итоге приводит к возникновению сверхновой и формирование непосредственно невидимой чёрной дыры или нейтронной звезды .
В 2018 году в центре ультракомпактной карликовой галактики UCD3 найдена сверхмассивная чёрная дыра массой 3.3 млн солнечных, или 4% массы всей галактики, что очень много (для сравнения, чёрная дыра в центре нашей галактики имеет почти ту же массу — 4-5 млн солнечных, при этом масса галактики в 100 раз больше). Это подтверждает гипотезу, что ультракомпактные карликовые галактики — это остатки обычных карликовых галактик, внешняя оболочка которых была захвачена приливным взаимодействием более массивной галактики, когда-то пролетевшей мимо.

## Последующие открытия
Астрономы задались вопросом о степени уникальности объекта, открытого Филлипсом. Они продолжили поиски с помощью телескопов, оснащённых спектрометрами (с учётом измерения красного смещения) в других областях неба, и в течение короткого времени произвели новые открытия. Филлипс указывает на высокую распространённость UCD галактик, однако их раньше упускали в связи с тем, что во время наблюдения из обычного телескопа эти объекты напоминают типичные отдельные звёзды, видимые в соседних районах области наблюдения. 
Ультракомпактные карликовые галактики были обнаружены, среди прочего, в кластерах Девы, Печи и Abell 1689 .

## Примеры
- M60-UCD1